# Amblynotus rupestris
Amblynotus rupestris là loài thực vật có hoa trong họ Mồ hôi. Loài này được (Pall.) Popov mô tả khoa học đầu tiên năm 1953.